# Poya
Poya är ett persiskt namn, som kommer från Shahnameh, det persiska nationaleposet. Namnet uttalas "Pooyaa", och brukar stavas på många olika sätt, ex: Poya, Pooya, Puya, Pouya, Poja, Puja. Namnet betyder direkt översatt från persiskans "forskande" eller "sökande".
I Sverige finns det både kvinnor och män som bär namnet, det finns även personer som har det som efternamn. 

## Personer med namnet Poya
- Poya Asbaghi,  svensk fotbollstränare